# Suspenze (chemie)
Suspenze je heterogenní směs, jemně dispergované (rozptýlené) pevné látky v kapalině. Důležitým znakem suspenze je, že dochází k samovolnému, ale pomalému oddělení složek směsi (např. sedimentací).
Suspenze pevné nebo kapalné látky v plynu se nazývá aerosol. Příkladem je např. zemská atmosféra, kde je ve vzduchu rozptýlen prach, saze, vlhkost, atd.
Je důležité rozlišovat pojmy suspenze a roztok. U roztoku nikdy nedojde k oddělení jednotlivých složek, protože intermolekulární síly působící mezi jednotlivými částicemi mají podobnou velikost jako interakce mezi molekulami stejného typu. Díky entropii zůstává roztok homogenní i bez dodávání vnější energie, což u suspenze neplatí.
Příkladem suspenze může být směs vody a písku, nebo vody a rozdrcené křídy.